# Klas Åhlund
Frans Klas Åhlund, född 11 april 1972 i Stockholm, är en svensk gitarrist, låtskrivare och producent. Han är medlem i gruppen Teddybears tillsammans med sin bror Joakim Åhlund och Patrik Arve. Han har medverkat i gruppen Caesars men inte som officiell medlem. Han har arbetat som producent och låtskrivare åt bland annat Ghost och Robyn samt skrivit texten till Britney Spears låt "Piece of Me".
Åhlund är bror till Joakim Åhlund, Johannes Åhlund och Anna Åhlund. Han har varit gift med sångerskan och konstnären Paola Bruna.